# 광통교

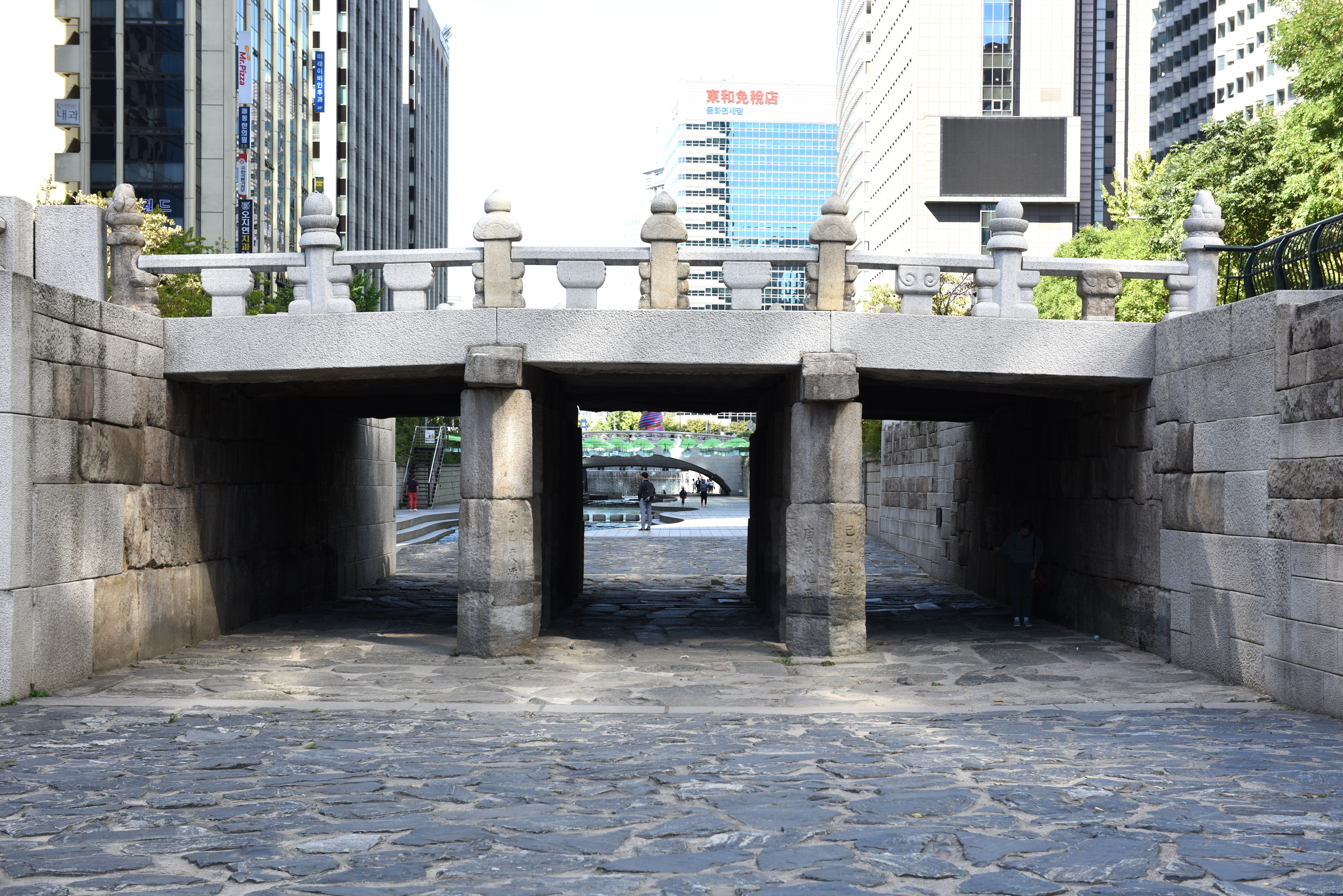
2015년의 모습 (문화재청 촬영)

광통교(廣通橋)는 지금의 광교 자리에 있었던 조선 시대의 다리이다. 지금의 서울특별시 종로구 서린동 124번지 부근에 있었던 다리인데, 광통방에 있는 큰 다리였으므로 처음에는 대광통교(大廣通橋)라 하였다. 특히 옛부터 서울에서는 큰 다리로 알려져 정월 대보름이 되면 도성의 많은 남녀가 이 곳에 모여 답교(踏橋)놀이를 하던 곳으로 유명하였다.
광통교는 육조거리-운종가-숭례문으로 이어지는 도성 안 중심통로였으며, 주변에 시전이 위치 하고 있어 도성에서 가장 많은 사람들이 왕래하던 다리였다. 『세종실록』 지리지에는 북광통교(北廣通橋), 『신증동국여지승람(新增東國輿地勝覽)』에는 대광통교, 「도성지도(都城地圖)」에는 광통교, 「수선전도」에서는 대광교(大廣橋) 등으로 각각 기록되어 있어. 태조 때에 흙으로 축조되었다가 폭우로 인하여 무너지자 1410년 (태종 10년) 8월에 돌로 다시 축조하였다. 다시 축조했을 때 정릉의 석물로 만들었는데, 이성계가 자신의 왕위를 강씨의 소생인 이방석에게 넘겨 주려 하니 이에 화가 난 태종이 왕자의 난을 일으켜 방석을 죽여 왕위에 올라 강씨의 묘를 옮기며 일부 돌들을 모두가 밟을 수 있게 옮겨 놓은 것이다. 또한 그 돌들은 모두 거꾸로 놓았고, 석교로 만들어진 이 다리가 가장 역사가 오래된 다리이다. 정월 대보름에 다리밟기 놀이를 하던 곳으로 유명해, 그 때 한양에서는 광통교가 가장 붐비었다고 한다. 1958년 청계천 복개와 함께 도로 밑에 묻혔다. 현재 광교네거리 지하에 남아 있다.

## 위치
서린동 124번지 부근에 있던 다리이다. 지금의 보신각이 있는 종로 네거리에서 을지로 네거리 방향으로 나아가다가 청계로와 만나는 길목에 놓여 있었던 다리이다. 광교를 중심으로 그 주위에는 많은 상가들이 있어 서울 상업의 중심지 역할을 하였다. 즉 닭과 계란을 파는 가게, 갓을 만드는데 사용되는 대나무를 파는 가게, 갓을 파는 가게, 부인의 머리 장식을 파는 가게, 부인들의 패물과 가락지등을 파는 가게, 신발을 파는 가게, 물감과 중국 과실을 파는 가게, 칠 목기와 장롱을 파는 가게, 잔치 때 그릇을 세 놓는 가게, 채소를 파는 가게, 솜을 파는 가게, 말총, 가죽, 초, 실, 휴지, 책등 잡화를 파는 가게, 말안장, 등자, 굴레등을 파는 가게, 서화와 책을 파는 가게 등이 즐비하게 늘어서 있어 상업의 중심지 역할을 수행하였다. 그리하여 많은 사람들이 항상 광통교 주위에 모여들어 생필품을 팔고 사곤 하였다.

## 역사

### 조선 시대

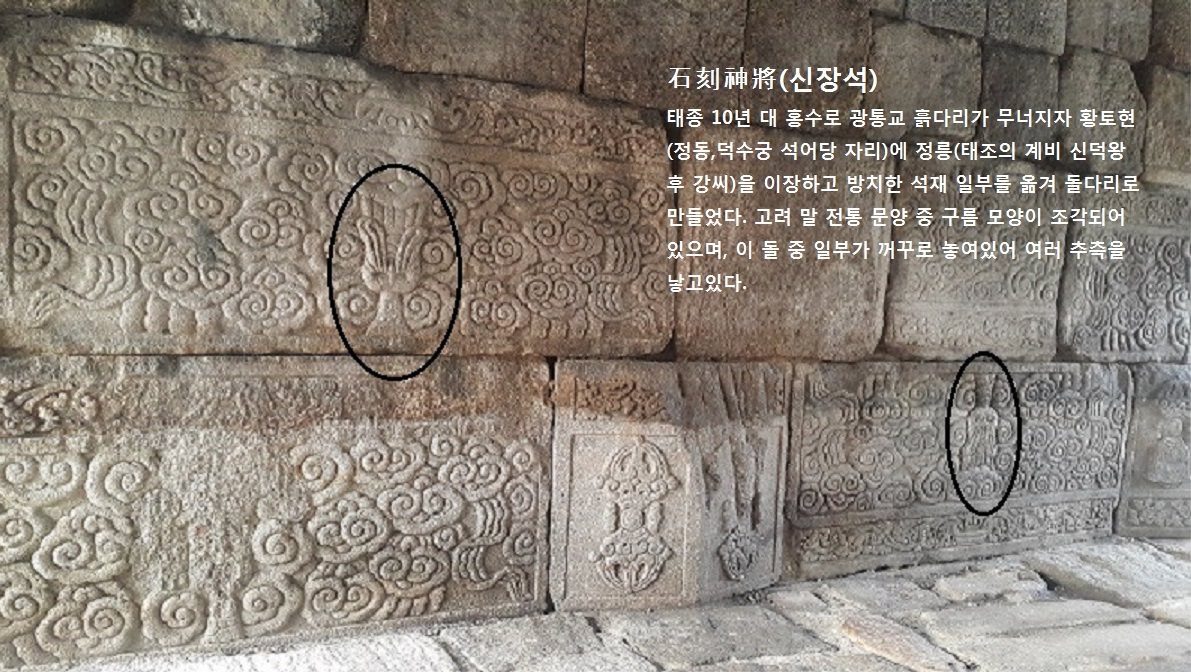
광통교 신장석

광통교가 처음 만들어진 것은 조선 초 도성건설 때로 처음에는 흙으로 만들어진 토교(土橋)였다. 그러던 것이 1410년(태종 10) 8월 큰비가 와서 다리가 떠내려가고 사람이 물에 빠져 죽는 피해가 발생하자 오늘날 중구 정동에 위치했던 옛 정릉(貞陵)의 무덤 돌을 사용하여 석교(石橋)로 만들었다.
광통교를 이 정릉의 무덤 돌을 가져다가 만든 데에는 태조 이성계의 다섯째 아들 이방원과 신덕왕후 강씨의 깊은 원한관계가 상당히 작용하였다. 1392년(태조 1년) 계비 강씨는 정도전 등의 도움으로 이방원을 물리치고 자신의 소생인 방석을 세자에 옹립하였다. 이 일로 계비 강씨는 이방원의 깊은 원한을 싸게 되었다. 그러나 계비 강씨는 그의 아들이 왕위에 오르는 것을 끝까지 지켜주지 못한 채 1396년(태조 5) 3월 세상을 떠남으로써, 세자가 된 아들 방석 또한 1398년 (태조 7) 정도전 등과 함께 이방원에 의하여 제1차 왕자의 난에 죽음을 당하였다.

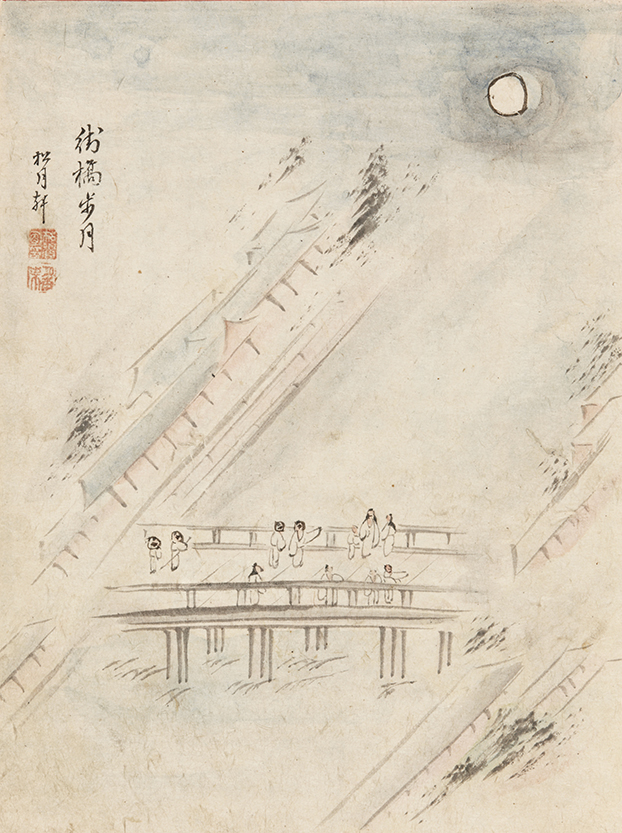
《옥계사십이승첩》에 그려진 1786년의 광통교

한편계비 강씨를 무척 총애하였던 태조 이성계는 강씨가 죽자 자주 찾을 수 있는 가까운 중부 취현방(聚賢坊, 지금의 중구 정동일대)북쪽 언덕에 능을 조성하고 정릉이라고 이름하였다. 태조는 이 능을 조성할 때 특별히 제주목사 여의손(呂義孫)으로 하여금 일류석공을 동원하여 당대 최고 수준의 석물(石物)을 조성하도록 하였으며, 완성된 이후에도 수 차례 행차하여 강씨에 대한 그리움을 표시하였다.
그러나 1408년(태종 8) 태조가 세상을 떠나자 다음 해인 1409년(태종 9) 옛 제왕(帝王)의 능묘가 모두 도성 밖에 있는데, 정릉만 도성 안에 있는 것은 적당하지 못하다고 하여 지금의 성북동 정릉으로 옮기게 되었다.
그리고 1410년 큰비가 내려 흙다리인 광통교가 유실되자, 이 정릉의 옛 터에 남아 있던 돌을 사용 하여 석교를 만들게 되었다. 왕위에 오른 이방원은 강씨의 무덤돌로 다리를 만들어 모든 사람들이 그것을 밟고 지나가도록 함으로써 강씨에게 맺힌 분한 마음을 토로했다고 한다. 그러나 광통교는 조선왕조 500여년 동안 어가행렬과 사신행렬이 지나다니는 도성 제일의 다리로서 영광을 누렸다.
현재의 광통교 남북 양측 교대에는 정릉의 부재로 사용되었던 신장석(神將石), 구름문양과 당초문양이 새겨진 무덤돌이 그대로 남아 있는데, 태조가 정릉을 조성할 때 얼마나 공을 들였는가를 짐작할 수 있다.
이렇게 조성된 광통교를 중심으로 시장이 형성되었는데, 태종대에 대시(大市)의 중부(中部)로 정하였다.

### 일제 강점기
광통교가 훼손되기 시작한 것은 일제 강점기부터이다. 1900년 초 서울에 전차 노선이 건설되면서 먼저 광통교 동편에 전차길이 놓였다. 또 1918년 이전 다리를 확장할 때 양편을 철근 콘크리트로 보강하였는데, 이때 다리의 난간석이 원래 위치에서 확장된 다리 양편으로 옮겨졌다. 1923년에는 청계천에 암거 공사를 하면서 정릉의 신장석으로 이루어진 광통교 북측 교대 한가운데에 콘크리트로 된 큰 하수 관을 박았으며, 남쪽 교대에도 역시 하수 배출을 위한 토관을 박았다.

### 해방 이후

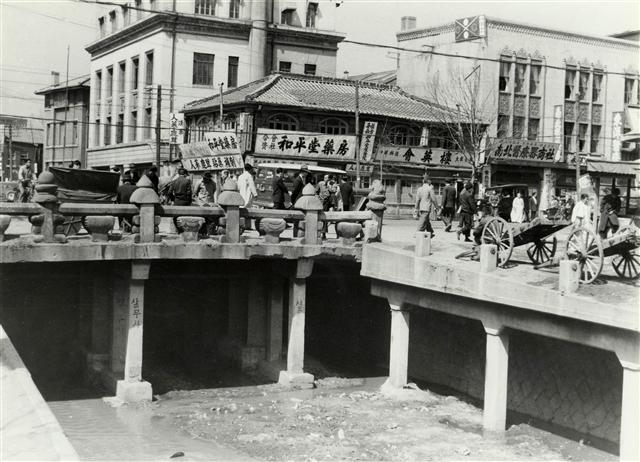
1953년의 모습

1954년 청계천 복개 때 서쪽 난간석이 사라지게 되고, 1958년 청계천 복개 공사가 시작되면서 동쪽 난간석이 사라졌다. 현재 창덕궁에 광통교의 난간석 일부가 남아 있는데, 하나의 높이가 약 150cm 정도 되는 것으로 볼 때 광통교가 매우 큰 다리였음을 알 수 있다.
1958년 광통교를 복개한 이후 다리의 돌에 새겨진 문양을 볼 수는 없지만 매우 정교한 구름무늬와 당초(唐草)무늬, 그리고 한가운데 두 손을 합장하고 머리에 관을 쓴 신장상(神將像)을 돋을새김한 돌들이 놓여 있었다. 이러한 문양의 돌을 복개된 청계천 내부로 들어가면 아직도 남아 있어 확인할 수 있다. 지금은 조흥은행 앞에 옛 다리를 축소 복원한 모형이 있다.

## 교통
- 서울 지하철 1호선: 종각역 5번 출구 (도보 6분)
- 서울 지하철 2호선: 을지로입구역 3번 출구 (도보 8분)
- 수도권 전철 5호선: 광화문역 5번 출구 (도보 9분)

## 갤러리

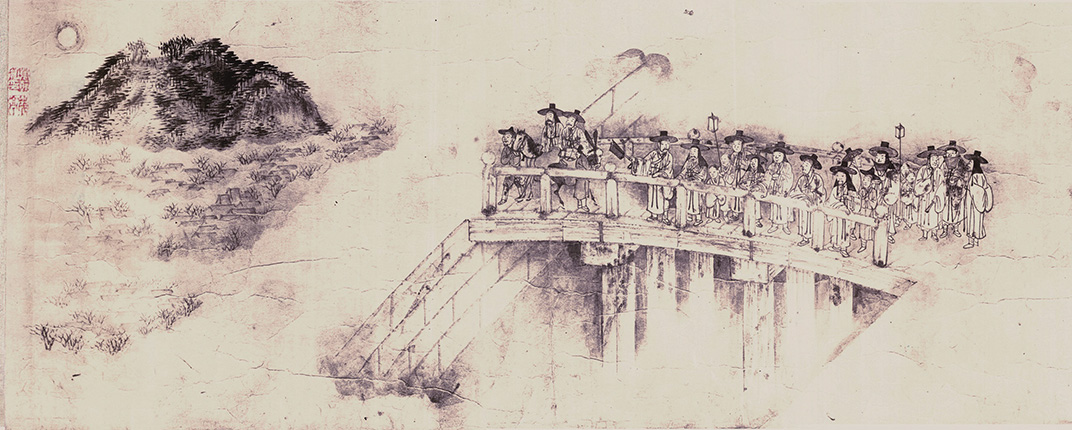
〈상원야회도〉에 그려진 19세기 광통교
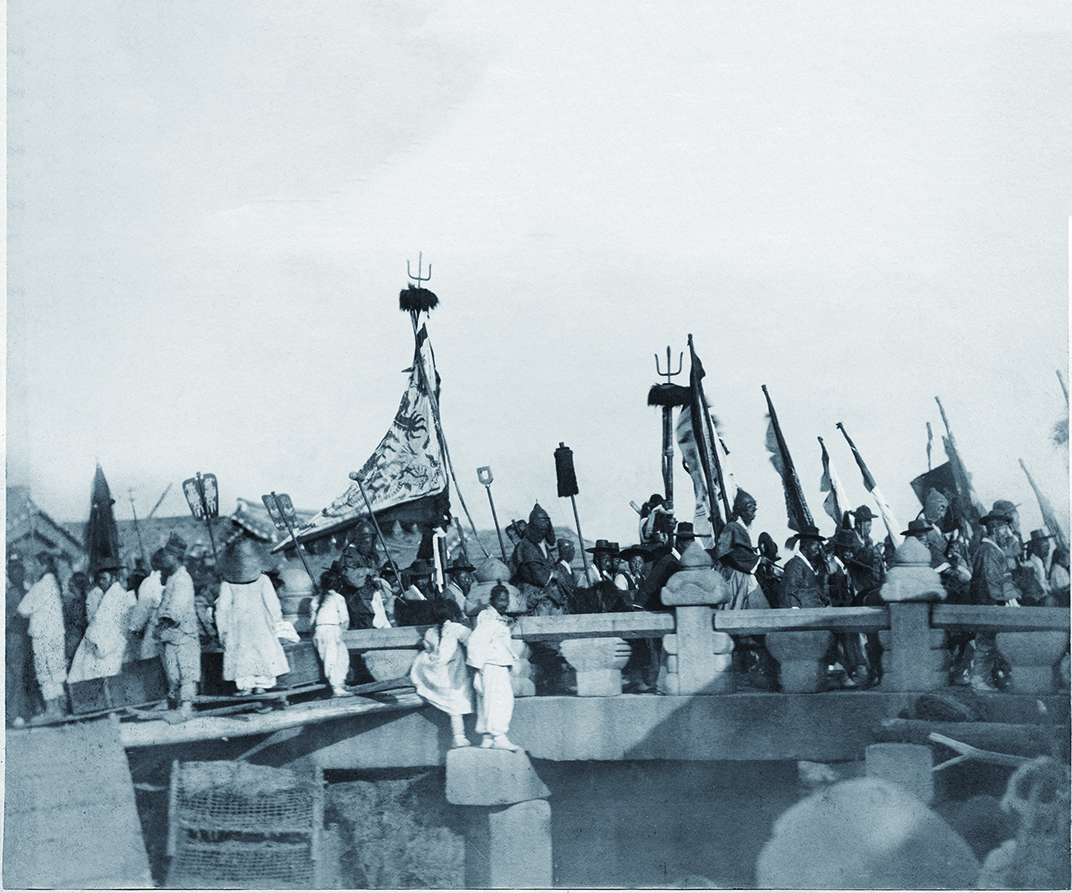
고종의 행렬이  광통교 위를 지나가는 모습
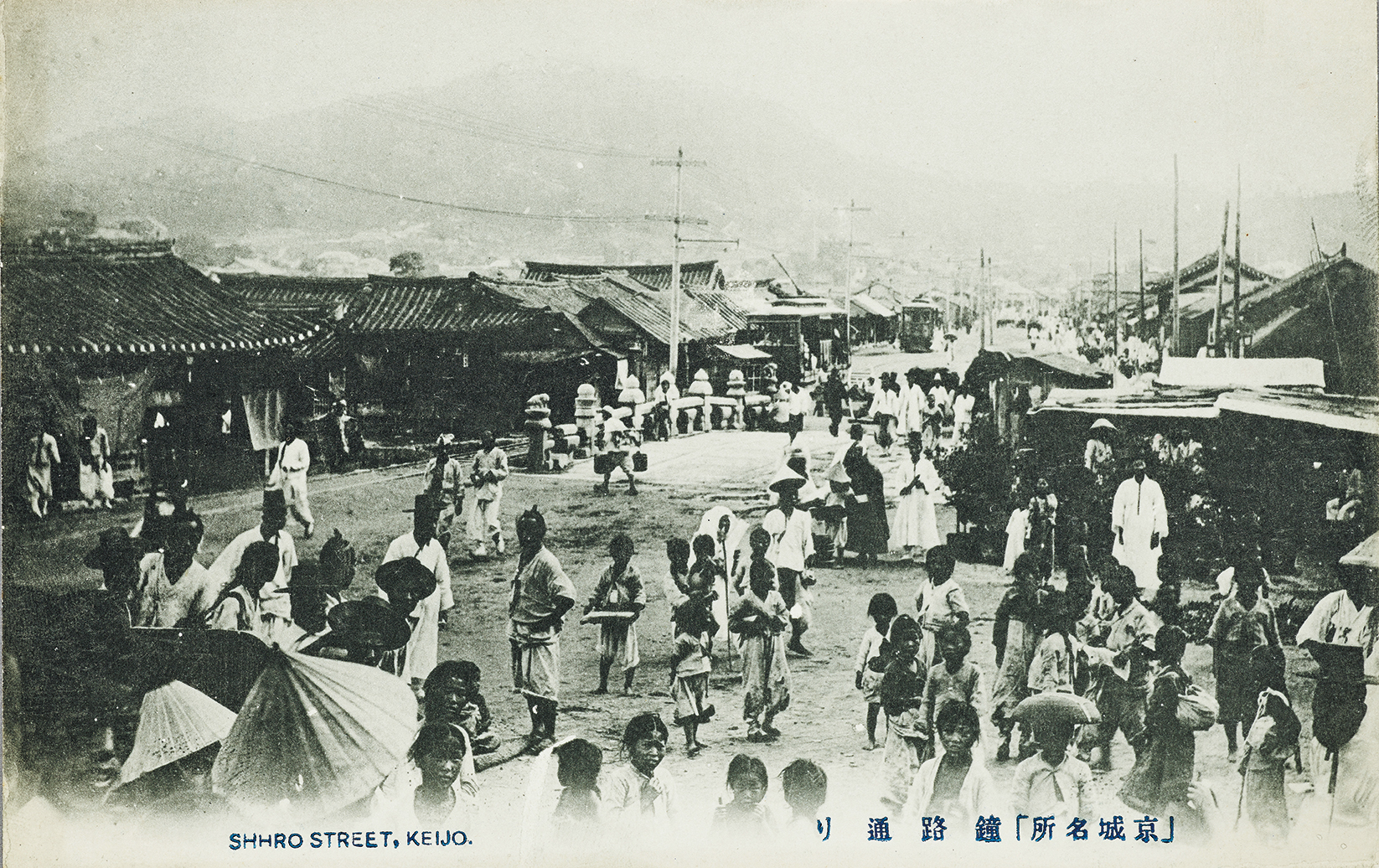
광통교를 종으로 바라본 모습, 1910년.